# 封神紀
《封神纪》是香港漫畫家郑健和与邓志辉繼《殺道行者》後再度合作的一部作品。運用了家喻戶曉的封神演義為背景，再顛覆傳統創造出一個不同於人所共知、完全不一樣的纣王做為這一個故事的主角。描述在商周时代，神族與人族共同存在的一個世界裡。全能的神族統治了世界，相比之下還沒開發的人族自然而然淪落為奴隸。所謂的王只是神族的傀儡，為神族服務而已。大商朝的纣王為了擺脫奴隸的命運，他選擇了一條不一樣的路，以凡人的身份向神族挑戰。
中國大陸簡體中文版更名為《武庚紀》連載於掌閱、騰訊動漫，後來授權給中國大陸玄机科技，改编成3D动画《武庚纪》，于2016年6月24起播出。

## 故事內容

### 第一部
一封來自[天]的神諭，由神族之信使玄差步行了三十多天到朝歌面見大商國之王——纣王。纣王斷然的拒絕來自神族的命令，把神諭投入火炬裡燒毀，公然發布反抗神族之宣言。神族之主——[天]為此勃然大怒，帶領神族的天間六部與周國軍隊來討伐大商國。纣王與遠古神獸不死鳥分享血與肉體，得到了原本屬於神族才擁有的原始界神力。可惜還是不敵[天]之無色界神力，最後功敗垂成。纣王之子武庚得到母親妲己之幫助，用乞丐阿狗的身體借屍還魂，逃過神族的追捕。後來淪落為採礦工廠的奴隸，武庚從不贊同父親的做法到體驗到神族所帶來的不平等待遇，立志顛覆神族。

### 第二部
《天國逆子篇》
以神族之主[天]唯一一個兒子十刑大神為主角。描述一個善良的神因為宅心仁厚和愛上一個人族女孩明月而被天處罰，派斗部大神天魁屠殺他管理的城市與明月和讓神族大祭师心月葵刻下[亡者之印]，導致心智失常、性情大變，從此變成一個殘暴不仁的神。後來與子羽生死一戰之後，因為[亡者之印]的效果，十刑得以重生，這時候遇見了被天所殺的不死鳥，雙方達成協議，由不死鳥提供能力給十刑，換取殺死[天]之承諾。
《地獄之子篇》
十年前，聖賢殿大長老神眼為了滅絕冥族，處心積慮的發布一種名叫[石化病]的病毒潛入冥族之內。患上[石化病]的冥族，會慢慢的變成石頭而死亡。冥族少年——阿滿(後來的冥族大元帥逆天而行)為了救他患上[石化病]的大嫂，瞞著哥哥海闊天空偷偷的潛入神族的地方偷一種[黎明之花]以治療[石化病]。後來，大長老神眼突然出現要殺害阿滿，海闊天空及時趕到救人。原來，所謂的[石化病]解藥[黎明之花]只是神眼利用來引誘冥族大元帥海闊天空而來的借口。最後，海闊天空為了保著阿滿的性命，犧牲自己的性命，讓阿滿逃走。從此，阿滿決意復仇，逆天而行。
《人間凶狗篇》
由冥族、人族與神隱部組成的聯合軍挑戰神族為主線故事。以主角阿狗面對有史以來最強大的對手，神族之主[天]。在神族與聯合軍大戰一觸即發的同時，聖賢殿大長老神眼在[天]的背後默默的計劃發動一場政變，企圖奪位。

### 第三部
由冥族、人族與神隱部組成的聯合軍挑戰神族成功之後，神族新主神眼表面上顧全大局，給了冥族一塊未開發的土地，讓他們建國立邦。阿狗命名為[冥族城邦]，之後就進入沉睡，靈魂離體去冥界學習[靈魂力量]。經過五年的沉睡之後，阿狗在一番鬥智鬥力的生死決戰後成功爭奪冥族城主之位，卻又要帶領一眾冥族大將在新豐都城對抗強頑的幻島六尊者。

## 主要角色
- 阿狗/武庚

紂王與妲己之子，故事裡的主角。唯一一個人類與神族的混種，同時擁有神力與練氣術之人。後來更在沉睡的五年中跟永恆之夜學會冥族的燃燒靈魂的[命器入魂]，但還未練成[破極]之境界。
| 能力類別 | 能力名稱   | 使用招式  | 說明                                                                                |
| 咒術     | 混沌之火   | -         | 原本刻在左手，後來因為天啟反噬，導致左手分解，已經喪失能力。                        |
| 神力     | 無色界神力 | 暗牆      | 有如一面牆壁般阻擋他人的攻擊。                                                      |
| 神力     | 無色界神力 | 暗獄      | 在身體的周圍建立一個由無色界神力組成的結界。                                        |
| 神力     | 無色界神力 | 真·暗獄   | 完全捨棄鍊氣術所組成的左手臂，純神力爆發，強於暗獄數倍的威力。                      |
| 鍊氣術   | 黃金拳套   | -         | 完全捨棄無色界神力的使用，純鍊氣術爆發，威力足可打爆神族大神的頭部。                |
| 命器入魂 | 冥炮       | 火輪模式  | 普通狀態，在破壞力、速度、連發性與持久力之間取得平衡。                              |
| 命器入魂 | 冥炮       | 日輪模式  | 以力量為主，增強砲彈的破壞力，缺點是降低連發的速度。                                |
| 命器入魂 | 冥炮       | 月輪模式  | 以連發的多變性為主，可以使用意識去控制砲彈的軌道，缺點是破壞力降低。                |
| 命器入魂 | 冥炮       | 日輪·戰車 | 純粹的破壞力，完全捨棄速度、連發性與持久力。                                        |
| 虛無     | 虛無異化體 |           | 創造一個異化體分身，會自動保護本體、耐打力極高 ，被打碎也能回復，被阿狗拿來做特攻用 |

- 白菜

阿狗的情人，兩人識於微時，共同經過無數的困難，最後於第三部終於共連理枝，結為夫婦。同時也是冥族大元帥逆天而行的義妹，獲他傳授靈魂力量中的冥術。
冥術:遁空術
- 姜尚/姜子牙

在第一部中阿狗白菜的好友，在第三部以白教使者的身份出現。
鍊氣術:移星秘法、白銀之盾·響雷、天元剛氣(由其師尊轉移之秘法)

## 人族

### 大商朝
- 纣王

大商朝第三十代統治者，自小個性自成一格，我行我素，拒絕服從規矩。有萬夫莫敵之勇。繼承王位之後，深深的感受族人受到眾神勞役之苦，暗下決心反抗神族。
神力:元始界神力•不死鳥
神技:焚天熾翼
- 妲己(心月狐)

神族成員，因為愛上纣王而放棄神族的身份。擁有絕世美貌，連眾神也為她的姿色而傾倒。
神力:空識界神力
- 子羽

纣王之弟，個性沉默寡言，自小獨愛劍術。暗戀妲己，放棄繼承王位之機會，八年來浪跡天涯，為“天下第一劍客”。
練氣術:殺神之劍•誅天
命器入魂:殺性之劍

### 大周朝
- 姬發

大周朝第一任統治者，聰明果斷。在纣王反抗神族之後，被[天]選中取代纣王之位。
- 姬巧

姬發之子，為大周朝第二任統治者，與阿狗為天生的死對頭。
練氣術:練氣禦劍
- 李靖

在第一部中的北方礦山主管，現在已成為冥族城邦首富。
鍊氣術:拳氣、金剛身
- 哪吒

李靖之獨子，而且是唯一一個人類與宛渠之民的混種，被石頭人暗中收為徒。
鍊氣術:迴旋飛輪、天衣秘法·石人霸體、兵器城市

## 神族
現在的神族其實是[天]•黑龙利用當時還未開化的人類註入遠古神族死後飄散的神元結合而誕生的。新生的神族和普通人類一樣必須經歷生老病死的循環，不過他們的周期長達二、三百年。神族是非常稀少的族群，總體成員在三千以內，由於他們的存活率非常高，而且壽命長，因此不必依靠大量繁衍來延續後代，所以數目增加非常緩慢。他們只會在自己族群內挑選配偶。雖然他們和人類在外觀上極接近，但兩個種族間極少能夠結合誕生下一代。即使有少數成功例子，但神人結合的下一代往往體弱早夭，而且無法再延續後代。因此世上存在的神族血統全部都非常純正。
- [天]/黑龙

現代神族第一任之主，遠古神之龍族最強、也是遠古神最後一位。以一己之力屠滅遠古神族和遠古冥族，開天闢地以來最強之神。
神力:無色界神力、萬象界神力•雷擊、爆破([天]•黑龙可以自由自在操縱多種神力。)
神技:白牆
兵器:血矛
- 神眼

現代神族第二任之主，詳見聖賢殿大長老。
- 心月葵

神族大祭师
神力:空識界神力•預言
咒术:蝕灵
- 玄差

神族的信使。

### 天間六部
| 天間六部 | 大神名號 | 簡介                                               | 神力                                | 神技                       | 生存 |
| 鬥部大神 | 天魁     | 远古神族赤龙族的后裔，十刑的老师，有着“神将”之称。 | 金刚界神力                          | 天斗碎獄                   |      |
| 火部大神 | 太极     | 远古神族黄龙族的后裔，與流月是情侣。               | 不詳                                | 不詳                       |      |
| 雨部大神 | 流月     | 远古神族白龙氏的后裔，與太极是情侣。               | 地藏界神力                          | 不詳                       |      |
| 雷部大神 | 追日     | 神族的天才少年，年級輕輕就掌握万象界神力。         | 万象界神力•風雷之象                 | 天怒地動                   |      |
| 阎部大神 | 十刑     | 远古神族黑龙族的后裔，[天]唯一一個兒子。           | 修羅界神力•闇狼 ↓ 元始界神力•不死鳥 | 焚天熾翼 焚城熾翼 焚心熾翼 |      |
| 瘟部大神 | 鬼木     | 不詳                                               | 地藏界神力•陰界死靈氣               | 狂蛇 毒蝗                  |      |

### 聖賢殿
- 神眼

聖賢殿大長老，遠古神族族主盤古之轉世。
神力:空識界神力
- 白蓮聖王

已於第二部44期被阿狗打敗，重傷毀容並留下嚴重的偏頭痛。
神力:地藏界神力•淨世死靈氣
神技:九空血蓮池、九空血蓮池第二重
- 天武聖王

神力:萬象界神力•大地震怒
神技:真武大霹靂、怒拳、神怒霹靂
- 玄風聖王

神力:萬象界神力•銀翼破空
神技:真空
- 真禪聖王

神力:長生界神力•生死輪回限(主治癒)、空境映月(反彈一切傷害)
神技:羅漢金身(攻擊狀態)、大千世界(輪迴循環狀態)、因果轉輪(讓人一生對別人的傷害反噬自身)
- 藍月聖王/紫日聖王

神力:金剛界神力•金剛體、無色界神力•暗蠍、空識界神力(操縱多種神力)
神技:不詳

### 神隱部
- 伏羲

心月葵和心月狐(妲己)之父亲，前任神族大祭师，天魁和鬼木的老师。
神力:空識界神力
咒术:混沌之火、雷擊咒
- 孔雀

神隐部之领导者，是追日的姐姐。
神力:长生界神力
神技:银火流舞
- 阿岚

神力:修羅界神力•暗杀蝶
- 紫电

神力:万象界神力
- 雲中子

消遙子之兄，是阿狗學習戰鬥的第一個師父
- 消遙子

雲中子之弟，與其兄，孔雀及伏羲於逃亡時分開，一直與海妖住在一起。

### 遠古神族
- 盤古

遠古神族之族主，因為忌諱黑龍之能力，利用白龍去威脅他。後來，被黑龍所滅，投胎為神眼。
- 黑龍

遠古神之龍族一員，詳見神族之主。
- 白龍

遠古神之龍族一員，為黑龍的愛侶，被盤古所傷，一直昏迷不醒，長達十萬年之久。
神力:空識界神力
- 黃龍

遠古神之龍族一員，十萬年前被黑龍所殺，現被神眼利用咒术復活。
神力:萬象界神力‧雷電
- 赤龍

遠古神之龍族一員，十萬年前被黑龍所殺，現被神眼利用咒术復活。
神力:金剛界神力
兵器:大龍頭

## 冥族

### 冥族大元帥
- 海闊天空

第一個統一冥族各部落成為第一任冥族大元帥，逆天而行之兄。為了從神眼手上救回逆天而行而被神眼所殺。
- 逆天而行

第二任冥族大元帥，海闊天空之弟，沒得到戰士之名的時候叫阿滿，冥族第一個達到入魂破極之境界。於進攻神族時，不能再壓制身體所中石化病，不敵天被殺，死前將自己所有力量注入永恒之夜，托隨風起舞交給阿狗。
命器:永恆之夜
- 阿狗/武庚

第三任冥族大元帥，詳見主要角色。

### 冥族十三大將
冥族十三大將是第二任冥族大元帥逆天而行東征西討，統一冥族各個部落，提拔該部落的頭目而組成的團體，實力與權力僅次大元帥。
| No. | 戰士之名 | 簡介 | 命器入魂            | 入魂破極                   | 生存 |
| 1   | 窮凶極惡 | 人如其名，十三大將裡最強也是最難以控制的一位，於第二部戰敗於黑龍，死前把靈魂力量轉移給子羽後死亡。                   | 巨龍牙              | 極惡凶牙                   |      |
| 2   | 鐵血無雙 | 逆天而行最信任的兄弟。於進攻神族一戰，拚命為逆天而行開路，力竭而亡。                                                 | 豪爪                | -                          |      |
| 3   | 隨風起舞 | 逆天而行的青梅竹馬。於神族一役後，得到石化病而亡。                                                                   | 不詳                | -                          |      |
| 4   | 亂舞狂刀 | 與星星有淚，鬼魅森林為好友。                                                                                         | 狂魂大刀            | -                          |      |
| 5   | 星星有淚 | 照顧鬼魅森林，愛慕亂舞狂刀。                                                                                         | 靈魂大弓            | -                          |      |
| 6   | 鬼魅森林 | 冥族天才少年，神族一役為救亂舞狂刀和星星有淚被真禪聖王重創至奄奄一息，後被發狂後回復善良的真襌聖王所救，成為其弟子。 | 噩夢大蛇            | -                          |      |
| 7   | 縱橫天下 | 粗獷大叔，於第三部中與死亡眼神爭奪第二任城主之位。後與遠古神族之戰戰死。                                             | 爆破靈魂 爆碎衝裂拳 | 爆碎狂魂 爆碎狂魂•灼熱地獄 |      |
| 8   | 寒風凜凜 | 冥界冰原之主，使用寒氣為武器，也同時被寒氣腐蝕。後與遠古神族之戰戰死。                                               | 銀焰                | 破極寒刀                   |      |
| 9   | 目無表情 | 阿狗最信任的冥族大將，被委任第一任城主。                                                                             | 鎮魂針              | -                          |      |
| 10  | 死亡眼神 | 鐵面人，自小愛慕隨風起舞，在她死後每晚留守在她墳前。 特殊咒术:狂戰封印(令自身擁有無限復原力。)後與遠古神族之戰戰死。 | 凶鞭                | 破極凶鞭                   |      |
| 11  | 蒼白的臉 | 經常與不聞不問一起行動，愛慕逆天而行。                                                                               | 獸血                | -                          |      |
| 12  | 大吃四方 | 不詳 | 不詳                | -                          |      |
| 13  | 不聞不問 | 不詳 | 不詳                | -                          |      |

幻葉死士（冥族之戰士，已經擁有戰士之名。）

- 大力揮拳

幻葉死士之一，非常崇拜阿狗。

### 遠古冥族
遠古冥族於遠古時期與遠古神族爭奪大地之失敗者，被『黑龍』從大地趕到『地獄界』去。現在只剩下永恆之夜一個。

## 宛渠國(幻島)
宛渠國本由國王‧世界樹掌管，這個世界沒有紛爭，他們一切需要都能從幻島中吸取，無需外求，可惜目前面對被『虛無』給吞噬的威脅！

宛渠之民並非神族或冥族亦非人類，甚至不屬於現世，過去少數人類目睹他們的出現，將其稱之為「宛渠之民」，但有關於他們的記錄實在太少，連雄霸大地的神族都無法證實他們存在，只好將之視為傳說，他們來自於「幻島」，每個宛渠國民都由世界樹的果實而生，外表與人類相近，但他們的身體均由鍊氣構成。
- 世界樹

宛渠國國王，一棵已生存了千萬年的鍊氣之大樹，所有宛渠生命之源,為六個兒子所弒。
- 石姬

宛渠國之公主，哪吒之母，父王為六個兄長所弒，她被迫帶著種子逃亡。
鍊氣術:天衣秘法·石人霸體

### 六強尊者
六強尊者為宛渠國國王“世界樹”之子，每個尊者都有屬於自己獨有運用鍊氣的強化方式，稱為『天衣秘法』。
| 尊者名號 | 簡介                                                   | 鍊氣術                     | 鍊氣術說明             | 生存 |
| 白獄尊者 | 六強尊者之首，帶領宛渠國民和其他五位尊者對抗『虛無』。 | 天元剛氣 天衣秘法·天元霸體 | 不詳                   |      |
| 龍鷲尊者 | 六強尊者之一，被『虛無』所誘惑以及汙染。               | 天衣秘法·龍鷲霸體 虛無霸體 | 吸收他人之鍊氣為自用。 |      |
| 黑鐵尊者 | 六強尊者之一。                                         | 天衣秘法·黑鐵霸體          | 具備金剛不壞的霸體。   |      |
| 枯葉尊者 | 六強尊者之一，天之驕子，與生俱來已能操控鍊氣之火。     | 天衣秘法·焚風霸體          | 具備鍊氣之火的霸體。   |      |
| 拳道尊者 | 六強尊者之一。                                         | 天衣秘法·拳道霸體          | 以氣鍊成四個手臂。     |      |
| 不怒尊者 | 六強尊者之一，唯一一位已確定未被『虛無』污染的尊者。   | 天衣秘法·不怒霸體          | 具備高速移動的霸體。   |      |

## 各種能力

### 神力
神族專屬能力。神族成員大多數從少年時期開啟能力，被稱為『天啟』。通常『天啟』之時，必須要有一個神力高端者護法，以防能力反噬。
- 無色界神力—神力中最罕見的種類，用於壓抑聲音、氣味、力氣、光等，讓全部能力大幅降低、黯然無色。
- 元始界神力—神力中最特別的種類，屬於『遠古神獸』所擁有。
- 修羅界神力—呼喚亡靈、靈獸助戰，神力越高，呼喚之物越強。
- 金剛界神力—純以攻擊與防守為主，大幅增強戰鬥能力。
- 地藏界神力—可使用關於毒物、腐朽、死亡等之類的黑暗能力。
- 萬象界神力—可操控天地萬象為己用，利用大自然的能力戰鬥。
- 空識界神力—感應、傳達、分享等能力，神力頂端者還可以窺見未來、預知預言。
- 長生界神力—控制生命之奧妙，回复、醫療等能力。

### 鍊氣術
宛渠之民/人類所操控『氣』之技術,使用者先決條件是擁有『心眼』，可以看『氣』之存在與流動。再使用『氣』來構造成其他形狀，如兵器、器官、物品等。能力越高者，所構造之物品與實物越像。頂端者還可以在練成之物附加其他元素，如燃燒神元和靈魂之『火』與增強堅硬度和提高攻擊力之『金』等。
- 天衣秘法—宛渠之民獨有秘法，運用天生之鍊氣軀體鍊成不同屬性的霸體。
- 移星秘法—運用秘法召喚幻島到來，打開兩界的橋樑。
- 脫胎換骨之法—運用鍊氣改造凡人之軀體，讓凡人也可以使用宛渠國之鍊氣秘法。

### 靈魂力量
冥族特有的能力，部分人類可以學會，以燃燒自我的靈魂以得到力量。
- 命器入魂—冥族戰士燃燒靈魂，再灌注入特定的武器裡以得到高強的戰鬥能力。
- 入魂破極—發揮命器入魂之極限，為靈魂能力使用最高之境界。
- 遁空術—冥族專有之移動技術，技術越高移動範圍越遠。
- 靈魂轉移—冥族戰士可以將自己靈魂注入其他人身上，以提高他人之能力。

### 咒術
一種神族、人類與冥族都可以使用的能力，支付神元或靈魂以換取能力或效果。
過度使用，導致神元或靈魂失去，將會墮落成為『蝕灵』。

## 武庚纪
《武庚纪》是玄机科技2016年推出的的3D玄幻题材动画，作品根据香港新生代漫画家郑健和的畅销漫画《封神纪》改编而成。玄机科技将作品置于中国古代神话背景之下，以纣王之子武庚的视角，试图讲述一个不向神灵屈服、追求独立自由的传奇故事。
《武庚纪》系列首部作品《武庚纪之逆天之决》于2016年6月24日在腾讯视频首播，每两周更新一集。随后，哔哩哔哩也获得了《逆天之诀》的播放权，但更新进度晚于腾讯一集。2017年9月29日，《武庚纪之逆天之决》获得第14届中国动漫金龙奖最佳动画电影最佳系列动画银奖。
《武庚纪》系列第二部作品《武庚纪之天启》于2017年12月29日在腾讯视频首播，每周更新一集。